# Верхняя Талача
Ве́рхняя Талача́ — село в северо-восточной части Карымского района Забайкальского края России.
Население — 237 чел. (2021).

## География
Расположено на реке Талача, в месте впадения в неё реки Иланда. Близ села проходит федеральная трасса «Амур», по которой до районного центра, Карымского, через Урульгу 90 км. До Читы по этой же трассе 130 км.

## История
Основано в 1677 году оседлыми тунгусами Гантимура. В 1922 году село вошло в состав Урульгинской народной Управы Урульгинской степной Думы. В 1852 году в село проживало 175 человек. В феврале 1919 года село было центром организации выступления повстанческого отряда по командованием Ивана Бурдинского против атамана Григория Семёнова. К 1931 году все местные хозяйства были коллективизированы.
В 1989 году население составляло 318 человек, в 2002 году — 337 человек. Население занято работой в личных подсобных хозяйствах. В селе имеется библиотека. В селе находится памятник погибшим партизанам и командиру Ивану Бурдинскому.

## Население
| 1852 | 1989 | 2002 | 2010 | 2021 |
| ---- | ---- | ---- | ---- | ---- |
| 175  | ↗318 | ↗337 | ↘274 | ↘237 |